# Вальдштейн, Адам фон
Граф Адам фон Вальдштейн (нем. Adam von Waldstein, чеш. Adam mladší z Valdštejna; 8 июня 1569 — 24 августа 1638, Прага, Земли Чешской короны) — австрийский придворный и государственный деятель, высочайший бургграф Чешского королевства.

## Биография
Сын Иоганна фон Вальдштейна и Магдалены фон Вартенберг.
Происходил из старой семьи утраквистов, но вскоре обратился в католицизм. В юности он не получил приличного образования, но это не помешало ему добиться значительных карьерных успехов при дворе Рудольфа II, где он в 1588 году начал службу пажом. В 1606 году стал камергером, с 1608 года был высочайшим земским судьей Богемского королевства, а в 1611 году получил звание оберстландгофмейстера Богемии.
Адам имел репутацию «человека компромисса», что проявилось в переговорах о об отречении Рудольфа в 1609—1611 годах. Серьезным испытанием стал период восстания 1618—1620 годов, когда он безуспешно пытался примирить недовольных чехов с королем Фердинандом II. После избрания Фридриха Пфальцского чешским королем он отправился в ссылку в Саксонию. Вернувшись в Богемию в 1621 году, Адам принял участие в покупке конфискованных имений и снова стал оберстландгофмейстером. При этом в некоторых случаях он высказывался в пользу своих родственников-протестантов. В 1627 году он достиг пика своей карьеры, получив должность высочайшего бургграфа Чешского королевства.
25 июня 1628 получил титул графа фон Вальдштейн.
В 1631 году был пожалован Филиппом IV в рыцари ордена Золотого руна.
Был камергером Фердинанда II (1618) и Фердинанда III (1637), и тайным советником (1637).
Хотя Адам не приобрел таких обширных земельных владений, как его более известный родственник Альбрехт Валленштейн, ему удалось сохранить приобретения для своих потомков, и наследство Адама стало важной основой для позднейшего благосостояния семьи.
Оставил дневник, являющийся важным историческим источником.

## Семья
1-я жена (ранее 1601): Элизабет Бртница фон Вальдштейн (ок. 1563—14.01.1614), дочь Иоганна фон Вальдштейна и Марии Свитаковой из Ландштейна
Дети:
- Поликсена (ум. 1620). Муж (23.11.1615): граф Адам фон Штернберг (ум. 1633)
- Франц Август
- Рудольф Максимилиан (12.01.1592—1.06.1649). Жена: Здислава Сезимова из Усти (ум. 1632), дочь Яна Сезимова из Усти и Сибиллы Пенчик фон Пенцинг
- Граф Максимилиан (ранее 1600—18/19.02.1655). Жена 1) (20.05.1618): Катарина Барбара фон Гаррах (10.11.1599—22.08.1640), дочь Карла I Бернхарда, графа Гарраха цу Рорау, и баронессы Марии Элизабет фон Шраттенбах-Хаггенберг; 2): Поликсена Мария фон Таленберг (1599—25.05.1651); 3): графиня Максимилиана фон Зальм-Нойбург (1608—8.12.1663), дочь графа Юлиуса фон Зальм-Нойбурга и Анны Марии фон Дитрихштейн
- Владислав (1601—13.09.1607)
- Элизабет Бибиана (29.09.1602—19.08.1604)
- Бертольд (8.11.1604—16.11.1632), убит в битве при Лютцене

2-я жена (13.01.1615): Иоганна Амалия Жеротина (ок. 1600 — после 1633), дочь Викторина из Жеротина и Людмилы Брунтальской из Врбна
Сын:
- Иоганн Викторин Карл (1.04.1616 — ранее 1673). Жена 1) (1640): графина Поликсена Хрзанова из Харасова (ум. ок. 14.05.1663); 2): Ева Людмила Маттиас фон Глаухен